# Silene uralensis
Silene uralensis là loài thực vật có hoa thuộc họ Cẩm chướng. Loài này được (Rupr.) Bocquet miêu tả khoa học đầu tiên năm 1967.